# الحركة الاشتراكية الإفريقية
الحركة الاشتراكية الأفريقية (بالفرنسية: Mouvement Socialiste Africain)‏ كانت حزبًا سياسيًا في غرب إفريقيا الفرنسية. تم تشكيل الحركة بعد اجتماع القسم الفرنسي الدولي للعمال في اتحادات الكاميرون وتشاد وجمهورية الكونغو والسودان الفرنسي (مالي حاليًا) والغابون وغينيا والنيجر وأوبانغي شاري (جمهورية أفريقيا الوسطى حاليا) والسنغال؛ عقد الاجتماع في كوناكري من 11 يناير إلى 13 يناير 1957. في ذلك الاجتماع، تقرر أن تنفصل الاتحادات الأفريقية عن منظمتها الأم الفرنسية وتشكل الحركة الاشتراكية الأفريقية.
انعقد الاجتماع الأول للجنة القيادية للحركة في الفترة من 9 إلى 10 فبراير في داكار من نفس العام. حضر مندوبان من القسم الفرنسي الدولي للعمال الدورة. اختارت الحركة حلاً فيدرالياً لغرب إفريقيا الفرنسية. في 26 مارس 1958، وقعت الحركة إعلانًا في باريس يدمجها في حزب إعادة التجمع الأفريقي.

## القيادة
عند تأسيسها، أصبح لامين غيي رئيسًا للحركة الاشتراكية، وباري الثالث أمينًا عامًا وجيبو باكاري نائبًا للأمين العام.

## الأقسام
كان القسم السنغالي من الحركة هو حزب العمل الاشتراكي السنغالي، وكان بقيادة لامين غيي. في غينيا، كانت الديمقراطية الاشتراكية هي القسم من الحركة الاشتراكية. كان القسم السوداني هو الحزب التقدمي السوداني، في حين أن ما أصبح قسم النيجر احتفظ باسم الحركة الاشتراكية الأفريقية - سوابا.